# Operadora turística

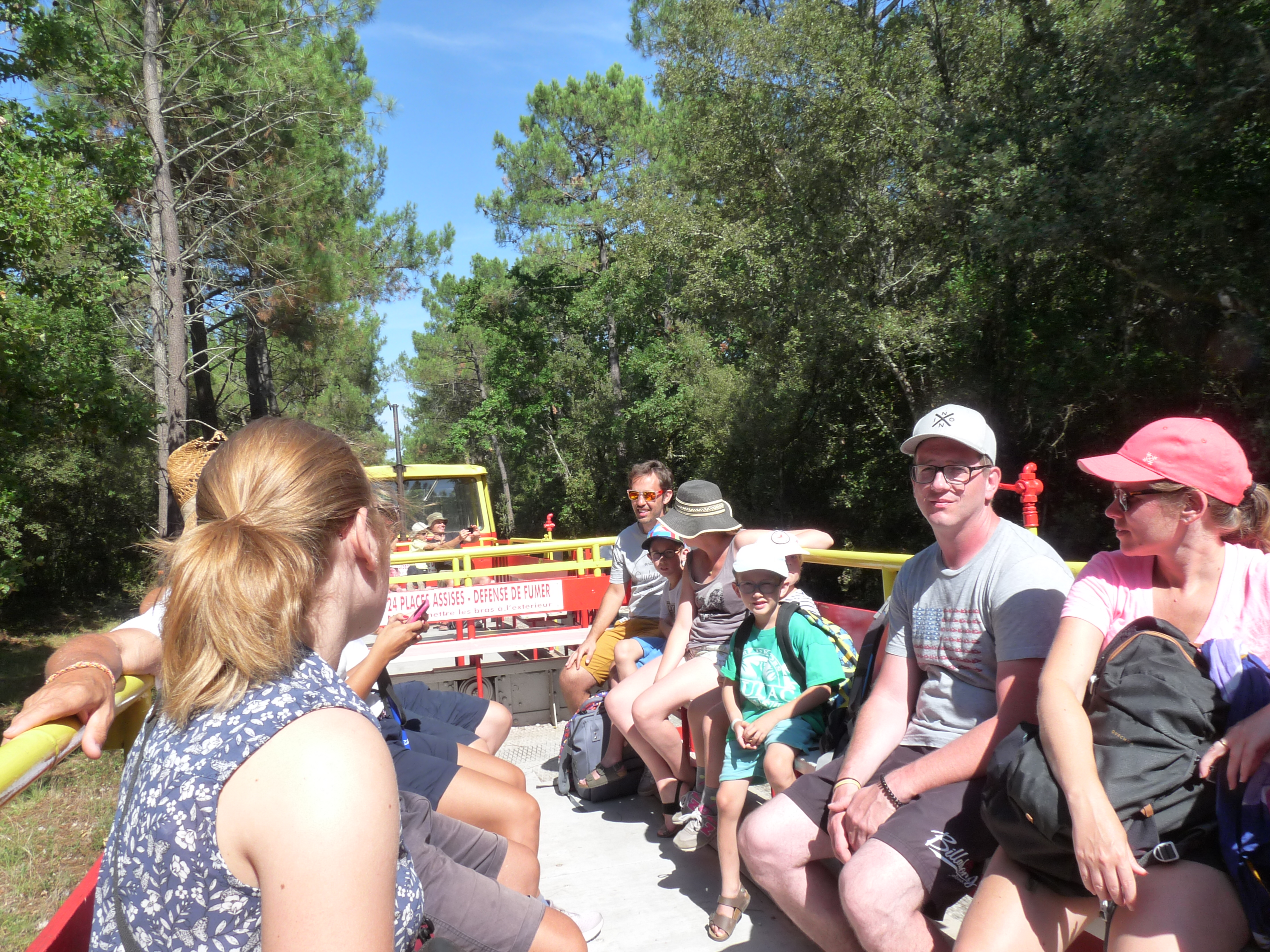
Alguns serviços oferecidos pelas operadoras turísticas em seus pacotes podem incluir passeios guiados em pontos turísticos.

Uma operadora turística é uma empresa que comercializa produtos ou serviços turísticos, geralmente contratados de fornecedores terceiros ou consolidadoras turísticas e agregados em pacotes turísticos ou comercializados individualmente através de agências de viagens. Um exemplo comum de produto oferecido por operadoras turísticas são os pacotes de passagens aéreas com serviços de traslado do aeroporto até o hotel no destino e passeios panorâmicos ou ingressos de atrações locais inclusos.
As operadoras turísticas podem ser consideradas varejistas: quando vendem seus produtos através de sua própria rede de vendas ou agências de viagem, ou atacadistas: quando comercializam seus produtos e serviços para outras agências de viagem.
Alguns exemplos de operadoras turísticas ao redor do mundo são a Thomas Cook Group, a TUI AG, a CVC Brasil, a Europamundo e a JTB Corporation.